# Mertila
Mertila is een geslacht van wantsen uit de familie van de Miridae (Blindwantsen). Het geslacht werd voor het eerst wetenschappelijk beschreven door Distant in 1904.

## Soorten
Het genus bevat de volgende soorten:

- Mertila bhamo Stonedahl, 1988
- Mertila malayensis Distant, 1904
- Mertila rubrocephala Yeshwanth & Konstantinov, 2021
- Mertila sabah Stonedahl, 1988
- Mertila sarawak Stonedahl, 1988
- Mertila ternatensis Distant, 1904